# محتشم کاشانی
کمال الدین علی مُحتَشَم کاشانی (۹۰۵ ه‍.ق در نراق - ۹۹۶ ه‍.ق در کاشان) شاعر پارسی‌گوی سدهٔ دهم هجری و هم‌دوره با پادشاهی شاه طهماسب یکم صفوی بود. شغل اصلی محتشم بزازی و شَعربافی بود.
محتشم از پیروان مکتب وقوع و از مهمترین شاعران مرثیه‌سرای شیعه است. ترکیب‌بند «باز این چه شورش است که در خلق عالم است» معروف‌ترین مرثیه برای شهیدان واقعه کربلا در ادبیات فارسی است.
مرتضی مطهری نویسنده و اندیشمند ایرانی در کتاب حماسه حسینی جلد اول نسبت به محتشم انتقاد دارد

## زندگی
کمال‌الدین علی محتشم کاشانی دارای لقب شمس الشعرای کاشانی شاعر ایرانی در آغاز سدۀ ده هجری و هم دوره با پادشاهی شاه طهماسب صفوی در نراق زاده شد، و بعدها به کاشان رفته و بیشتر دوران‌ زندگی خود را در این شهر گذراند و در همین شهر هم در ربیع‌الاول ۹۹۶ درگذشت و محل دفن او بعدها مورد احترام مردم قرار گرفت.پدرش خواجه میر احمد نراقی در نراق شَعربافی داشت که به همراه دو فرزندش علی و عبدالغنی برای کسب و کار بیشتر راهی کاشان شد.  
علی نراقی (محتشم نراقی کاشانی) به مطالعهٔ علوم دینی و ادبی معمول زمان خود پرداخت.
معروفترین اثر وی دوازده بند مرثیه‌ای است که در شرح واقعهٔ کربلا سروده است. مرثیهٔ دیگری نیز در مرگ برادر جوان خود عبدالغنی نراقی سروده که سوزناک است. 
مجموعه‌ای از غزلیات عاشقانه با نام «جلالیه» نیز از وی باقی مانده است. وی در ربیع الاول سال ۹۹۶ هجری قمری  در کاشان فوت و خاکسپاری گردید.جدِ محتشم کاشانی پس از فوت در بقعه شاه یحیی شهر نراق در ۶۰ کیلومتر کاشان خاکسپاری شده است . روز یکم محرم به عنوان روز بزرگداشت وی و روز شعر و ادبیات آیینی نامگذاری شده است.

## نام‌آورترین شاعر مدیحه‌سرای شیعه
مطلع «باز این چه شورش است…» که از محتشم کاشانی است در میان شیعه جایگاه ویژه‌ای دارد. شاعران بسیاری پس از محتشم تاکنون از ترکیب‌بند یادشده در شعرها و نوحه‌هایشان سود برده‌اند.
او فنون شاعری را از صدقی استرآبادی فرا گرفت و خود شاگردانی مانند تقی‌الدین محمد حسینی صاحب «خلاصه‌الشعار»، صرفی ساوجی، وحشتی جوشقانی و حسرتی کاشانی را پرورش داد.
وی با سرودن دوازده بند در مرثیه شهدای کربلا که بند اول ترکیب بند وی با بیت "باز این چه شورش است که در خلق عالم است؟ / باز این چه نوحه و چه عزا و چه ماتم است ؟" آغاز می‌شود، مقام والایی در مرثیه سرایی کسب کرد.
وی در جوانی به دربار شاه طهماسب صفوی راه یافت و به مناسبت قصیده و غزل‌های مورد لطف شاه قرار گرفت؛ محتشم پس از مدتی در زمرۀ شعرای معروف عصر خود جای گرفت ولی نظر به معتقدات دینی خود و احساسات شیعی دربار شاهان صفوی که در صدد تقویت این مذهب (در مقابل مذاهب اهل سنت) بودند اشعار مذهبی و مصائب اهل بیت که در نوع خود تازه و بی بدیل بود، سرود. محتشم پس از چندی به یکی از بزرگ‌ترین شعرای ایران در سبک اشعار مذهبی و مصائب امامان شیعه بدل گشت و اشعارش در سرتاسر ایران معروفیت خاصی یافت، به‌طوری‌که می‌توان وی را معروف‌ترین شاعر مرثیه گوی ایران دانست که برای اولین بار سبک جدیدی درسرودن اشعار مذهبی به وجود آورد. اولین اشعار مذهبی محتشم در سوگ غم مرگ برادرش بود که ابیات در غم هجر او سرود و پس از آن به سرایش مرثیه‌هایی در واقعه کربلا، عاشورای حسینی و مصیبت نامه‌های مختلف پرداخت.

## آرامگاه
محتشم در کاشان درگذشت و آرامگاه وی در خیابان محتشم کاشانی کاشان واقع شده است

## آثار
پس از مرگش، یکی از شاگردانش مجموعهٔ آثار را در هفت کتاب جمع کرد که مشتمل بر غزلیات، قصاید، قطعات، رباعیات، مثنویات و ترکیب‌بندهای وی است.

### آثار منظوم
- صبائیه (کودکی شاعر)
- شبائیه (جوانی شاعر)
- شیبیه (پیری شاعر)
- ماده تاریخ‌
- معمیات
- جلالیه
- نقل عشاق

### آثار منثور
بند آغازین از ترکیب‌بند ویژه و پرهوادار محتشم:
| باز این چه شورش است؟ که در خلق عالم است |  | باز این چه نوحه وچه عزا وچه ماتم است؟ |
| باز این چه رستخیز عظیم است؟ کز زمین     |  | بی نفخ صور، خاسته تا عرش اعظم است     |
| این صبح تیره باز دمید از کجا؟ کزو       |  | کار جهان وخلق جهان جمله درهم است      |
| گویا، طلوع می‌کند از مغرب آفتاب          |  | کآشوب در تمامی ذرات عالم است          |
| گر خوانمش قیامت دنیا، بعید نیست         |  | این رستخیز عام، که نامش محرم است      |
| در بارگاه قدس که جای ملال نیست          |  | سرهای قدسیان همه بر زانوی غم است      |
| جن و ملک بر آدمیان نوحه می‌کنند          |  | گویا، عزای اشرف اولاد آدم است         |
| خورشید آسمان وزمین، نور مشرقین          |  | پروردهٔ کنار رسول خدا، حسین            |

## نظرات دیگران
جابر عناصری دربارهٔ محتشم کاشانی می‌گوید: «محتشم کاشانی پدر مرثیه‌سرایی عاشورایی است. ... این شاعر فرهیخته بهترین منظومه نمایشی به یادگار گذاشت و با زبان شعر فرهنگ عاشورا را در بین مردم به ویژه مداحان اهل بیت رواج داد. عناصری می‌افزاید: شهرت و آوازه بی‌نظیر محتشم کاشانی در ادبیات موجب شد تا شاعران نام‌آوری به پیروی از سبک او اهتمام ورزند، اما تاکنون ادبیات ایران در مرثیه‌سرایی، شاعری همچون محتشم به خود ندیده‌است.»
عباس مشفق کاشانی نیز بر این عقیده‌است که پاکی، اعتقاد و استواری و محبت محتشم کاشانی به اهل بیت باعث شد که برخی پادشاهان صفوی از جمله شاه طهماسب به اشعار مذهبی روی آورند. وی می‌افزاید: «ترکیب‌بند معروف این شاعر پرآوازهٔ مرثیه‌سرای ایران در رثای حسین و کشته‌شدگان کربلا در بین تشیع و به‌ویژه فارسی زبانان زبانزد شد و توجه بسیاری از شاعران را به‌خود جلب کرد.»
محتشم کاشانی اشعار و حکایاتی به نظم و نثر در باب شاهدبازی دارد که در رساله جلالیه جمع‌آوری شده و از ۶۴ غزل و شأن نزول هر غزل و شرح اشعار به نثر تشکیل می‌شود. سیروس شمیسا آن را نشانۀ شاهدبازی او و دربارهٔ شاطر جلال معشوق مذکر وی دانسته اما محمدرضا ترکی معتقد است آن اشعار تخیلی است و محتشم «رساله جلالیه» را همچون «نُقل عشاق» که دربارۀ عشق مرد و زن است، به سفارش متمولان زمانه سروده‌است و حکایت روحیات وی نیست. بسیاری نیز مانند مرتضی مطهری از اشعارش به خاطر تک بعدی بودن وافراطی پرداختن به صفحه جنایت به تندی انتقاد کرده‌اند. 
محتشم، از شعر و نثر استادان پیشین پیروی کرده و تلاش داشته‌است تا راه و رسم شاعران سده هشتم را دنبال کند کوشش او، به سرانجام رسید؛ بنابراین آنچه در زندگی‌نامه محتشم کاشانی بیان شده که در آن روزگار فترت ادبی ایران و هم روزگارانش، او را در پایه انوری و خاقانی می‌دیده‌اند، کاملاً صحیح است.